# Jan Antoni May
Jan Antoni May (ur. 31 maja 1761 w Reptach Śląskich, zm. 6 grudnia 1831 w Krakowie) – polski drukarz i księgarz.

## Życiorys
Pracę w zawodzie drukarza rozpoczął w krakowskiej drukarni Ignacego Grebla. Po śmierci Ignacego został wspólnikiem jego syna Antoniego Grebla i razem prowadzili drukarnię. Po uzyskaniu praw miejskich, otrzymał zgodę na otwarcie przy ulicy Grockiej wypożyczalnie książek i czytelnie zwaną Gabinet do Czytania Otwartego. Wypożyczalnia posiadała ok. 600 dzieł i czasopism. Po likwidacji drukarni S. Stachowicza znajdującej się przy ulicy Floriańskiej 18 nabył ja w drodze licytacji. W tym samym czasie założył księgarnie przy ulicy Floriańskiej 26 i Floriańskiej 15 (kamienica Pod Wiewiórką). Podczas Insurekcji kościuszkowskiej znajdował się w sztabie Kościuszki, gdzie kierował propagandą, drukował broszury polityczne i zarządzenia władz powstańczych, wydrukował Akt powstania obywatelów, mieszkańców województwa krakowskiego.
W swojej drukarni wydawał nakładem 600 egzemplarzy czasopismo Gazeta Krakowska, której był również redaktorem naczelnym. Prócz tego wydawał „Monitor Różnych Ciekawości”, Dziennik Rządowy Rzeczypospolitej Krakowskiej. Prócz prasy z drukarni Maya wychodziły druki literatury pięknej m.in. dzieła Miltona Woltera oraz kalendarze: Kalendarz Polski i Ruski, Kalendarz Kieszonkowy Krakowski. Po roku 1814 w drukarnia drukowała przeważnie wydawnictwa akcydensowe a po śmierci Maya drukarnia przeszła w ręce Daniela Friedleina.